# Epicauta flagellaria
Epicauta flagellaria is een keversoort uit de familie van oliekevers (Meloidae). De wetenschappelijke naam van de soort is voor het eerst geldig gepubliceerd in 1848 door Erichson.